# این خشم است
این خشم است (به انگلیسی: It's the Rage) فیلمی محصول سال ۱۹۹۹ و به کارگردانی جیمز دی. استرن است. در این فیلم بازیگرانی همچون جوآن آلن، آندره بروگر، جاش برولین، جف دانیلز، رابرت فورستر، آنا پاکوین، جووانی ریبیسی، دیوید شویمر، گری سینایس، جنیوری جونز و بوکیم وودبین ایفای نقش کرده‌اند.